# Gründung des Norddeutschen Bundes

Der Weg zur Bundesverfassung 1866/1867

Die Gründung des Norddeutschen Bundes war ein längerer Prozess in den Jahren 1866 und 1867. Dabei bildete Preußen mit den verbündeten Staaten in Nord- und Mitteldeutschland durch Fusion einen neuen gemeinsamen Bundesstaat (föderativer Staat). Vorausgegangen waren der Bundesgründung der Deutsche Krieg und die Auflösung des 1815 gegründeten Deutschen Bundes. Der Norddeutsche Bund war zwar nicht der Rechtsnachfolger des Deutschen Bundes, doch kamen in der norddeutschen Bundesgründung viele Elemente einer langen Bundesreformdebatte zum Tragen.
Als ein Anfangspunkt der Gründung kann der Reformplan vom 10. Juni 1866 angesehen werden, den Preußen für ein neues Kleindeutschland vorgestellt hatte. Im Sommer 1866 stellte sich heraus, dass Preußen nur in Norddeutschland einen Bundesstaat gründen konnte – es hatte zwar den Krieg gegen Österreich gewonnen, doch Frankreich erhob Einspruch gegen den Einschluss Süddeutschlands. Gedankliche Ansätze zu einer Teilung des Deutschen Bundes in Nord und Süd hatte es bereits zuvor gegeben. Im Jahr 1866/1867 war offen, ob und wann die süddeutschen Staaten jemals dem Nordstaat beitreten würden.
Der Deutsche Krieg wurde am 26. Juli 1866 mit dem Vorfrieden von Nikolsburg im Wesentlichen beendet. Österreich erkannte darin die Auflösung des Deutschen Bundes an und dass Preußen nördlich des Mains freie Hand für Gebietsveränderungen und ein neues „Bundesverhältnis“ habe. Preußen annektierte mehrere Kriegsgegner in Nord- und Mitteldeutschland und zwang die übrigen durch die Friedensverträge zum Eintritt in einen neuen Bund. Mit den Augustverträgen verpflichtete Preußen außerdem seine Verbündeten zur Bundesgründung.
Otto von Bismarck, der preußische Ministerpräsident, einigte sich mit den übrigen Regierungen auf einen Verfassungsentwurf. Am 24. Februar wurde der konstituierende Reichstag eröffnet – kein eigentliches Parlament, sondern ein Gremium, das nur über die Verfassung beraten sollte. Nach der Überarbeitung durch den konstituierenden Reichstag stimmten die Regierungen dem Verfassungsentwurf ebenfalls zu und ließen ihn auch durch die Landesparlamente annehmen. Am 1. Juli 1867 trat die Verfassung des Norddeutschen Bundes in Kraft, und zeitnah wurden die Bundesorgane eingesetzt.

## Vorgeschichte

Deutschlandkonzepte 1848–1867: Pläne und Verfassungskonzept

### Kleindeutsche und norddeutsche Lösung

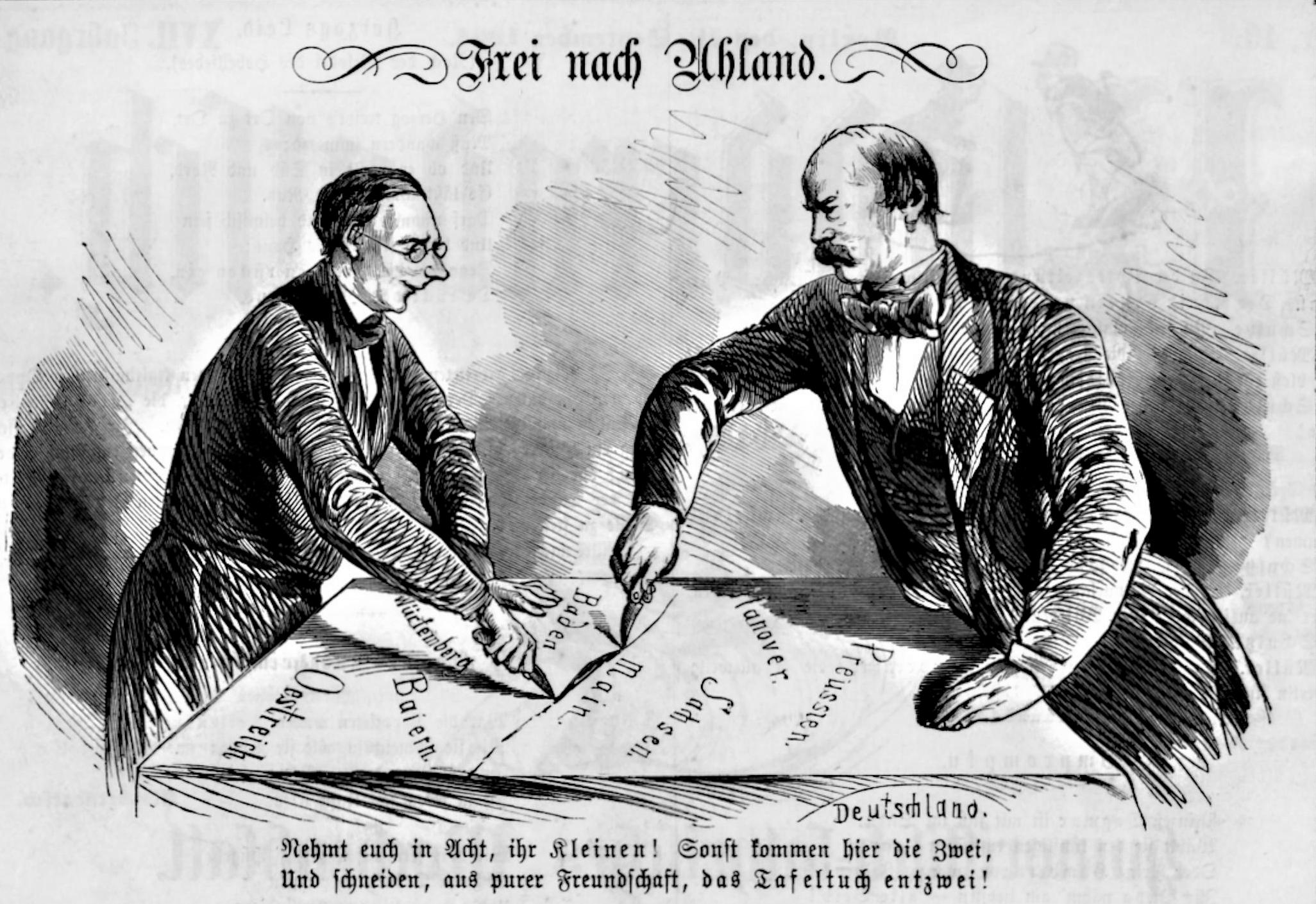
Bereits im Jahr 1864 nahm der Kladderadatsch die mögliche Zweiteilung Deutschlands vorweg. Dem Karikaturisten zufolge würde sie aber einvernehmlich zwischen Bismarck und dem Österreicher Rechberg geschehen, die gerade im Krieg gegen Dänemark gemeinsam vorgingen.

Bereits bei der Gründung des Deutschen Bundes 1815 gab es Überlegungen, Deutschland de facto in einen preußisch geführten Norden und einen österreichisch geführten Süden aufzuteilen. Neben den Teilungsgedanken kam im Revolutionsjahr 1848 eine weitere Vorstellung auf: Preußen und die übrigen Staaten in Nord- und Süddeutschland würden einen engeren Bund gründen, einen kleindeutschen Bundesstaat. Österreich, das sich mit seinen vielen Völkern nur schlecht einem Bundesstaat anschließen konnte, sollte durch einen weiteren Bund mit dem engeren Bund verbunden sein (sogenannter Gagernscher Doppelbund).
Als Preußen 1849/1850 die „Erfurter Union“ ins Leben rufen wollte, war dieser Bundesstaat zunächst kleindeutsch gedacht. Doch die süddeutschen Staaten blieben ihm fern, sodass Preußen nur den Norden geeint hätte. Letztlich boykottierten auch das norddeutsche Königreich Hannover und das mitteldeutsche Königreich Sachsen diesen Einigungsversuch, trotz Unterzeichnung des Dreikönigsbündnisses im Mai 1849.
Im Jahr 1866 spitzte sich die Rivalität zwischen Österreich und Preußen zu. Preußens Ministerpräsident Bismarck machte den übrigen deutschen Staaten am 10. Juni 1866 den Vorschlag, ein kleindeutsches Bundesparlament wählen zu lassen und die Bundesverfassung zu erneuern. Kurz darauf beantragte Österreich im Bundestag die Mobilmachung des Bundesheeres gegen Preußen, und der Deutsche Krieg brach aus.

### Augustbündnis
Der Ausdruck „Norddeutscher Bund“ erscheint erstmals im Vorfrieden von Nikolsburg vom 23. Juli 1866, der zur Grundlage des eigentlichen Friedensschlusses vom 23. August mit Österreich wurde. Dort wird ein „engeres Bundesverhältnis“ erwähnt, das Preußen mit seinen Verbündeten in Norddeutschland eingehen dürfe. Gemeint war ein Bundesstaat, der über einen Staatenbund wie den Deutschen Bund hinausgeht. Auf dieses engere Bundesverhältnis wird noch im selben Absatz mit dem Ausdruck „norddeutscher Bund“ verwiesen.
Am 18. August 1866 schlossen Preußen und 15 weitere Staaten das Augustbündnis, dem sich weitere Staaten anschlossen. Im Vertrag nennt das Bündnis sich nur schlicht „Bündnis“ und spricht von einem „neue[n] Bund“, der noch zu gründen sei. Eine Bundesverfassung solle die Zwecke des Bündnisses sicherstellen. Als Zweck nennt der Vertrag nur eine gemeinsame Verteidigungspolitik, die Grundlage für das neue Bundesverhältnis sei aber der preußische Reformplan für den Deutschen Bund.
Der Ausdruck Norddeutscher Bund lässt sich theoretisch sowohl auf das Augustbündnis beziehen als auch auf den Bundesstaat, der seine Verfassung am 1. Juli 1867 erhalten hat. So spricht Michael Kotulla davon, dass der Bund sich allmählich konturierte. Das Augustbündnis war jedenfalls nur ein Provisorium, auf ein Jahr begrenzt. Es war noch keine Staatenverbindung, sondern bereitete eine solche nur vor.

## Bundesgründende Staaten
| Staat                                                        | Bedeutung                  | Bundesbeschluss vom 14. Juni zur Mobilmachung gegen Preußen                                | Beitritt zum Augustbündnis                                                   | Anmerkungen                                                                           |
| ------------------------------------------------------------ | -------------------------- | ------------------------------------------------------------------------------------------ | ---------------------------------------------------------------------------- | ------------------------------------------------------------------------------------- |
| Königreich Preußen, vergrößert durch die Annexionen von 1866 | Europäische Großmacht      | für Rechtsbruch erklärt, nicht abgestimmt                                                  | 18. August 1866                                                              | Bundesreformplan vom 10. Juni 1866 als Grundlage für das Augustbündnis                |
| Königreich Sachsen                                           | Mittelstaat                | Zustimmung                                                                                 | 21. Oktober 1866 (Friedensvertrag mit Preußen, Beitritt zum Bündnis)         | ehemaliger Kriegsgegner Preußens                                                      |
| Großherzogtum Hessen                                         | Mittelstaat                | Zustimmung                                                                                 | 3. September 1866 (Friedensvertrag mit Preußen, Teilnahme am Bund)           | Beitritt nur für seine Provinz Oberhessen                                             |
| Großherzogtum Mecklenburg-Schwerin                           | Norddeutscher Kleinstaat   | Ablehnung                                                                                  | 21. August 1866 (eigener Vertrag zur Teilnahme am Bund)                      | eigener Vertrag, wegen Vorbehalte des Landesparlaments                                |
| Großherzogtum Sachsen-Weimar-Eisenach                        | Thüringischer Kleinstaat   | Ablehnung                                                                                  | 18. August 1866                                                              |                                                                                       |
| Großherzogtum Mecklenburg-Strelitz                           | Norddeutscher Kleinstaat   | Ablehnung                                                                                  | 21. August 1866 (eigener Vertrag zur Teilnahme am Bund)                      | eigener Vertrag, wegen Vorbehalte des Landesparlaments                                |
| Großherzogtum Oldenburg                                      | Norddeutscher Kleinstaat   | Ablehnung                                                                                  | 18. August 1866                                                              |                                                                                       |
| Herzogtum Braunschweig-Lüneburg                              | Norddeutscher Kleinstaat   | Zustimmung, nach Königgrätz ins preußische Lager                                           | 18. August 1866                                                              | Bundesverfassung nicht durch Landesparlament ratifiziert, da dies nicht notwendig sei |
| Herzogtum Sachsen-Meiningen und Hildburghausen               | Thüringischer Kleinstaat   | Zustimmung                                                                                 | 8. Oktober 1866 (Friedensvertrag mit Preußen, Beitritt zum Bündnis)          | ehemaliger Kriegsgegner Preußens                                                      |
| Herzogtum Sachsen-Altenburg                                  | Thüringischer Kleinstaat   | Ablehnung                                                                                  | 18. August 1866                                                              |                                                                                       |
| Herzogtum Sachsen-Coburg und Gotha                           | Thüringischer Kleinstaat   | Ablehnung                                                                                  | 18. August 1866                                                              |                                                                                       |
| Herzogtum Anhalt                                             | Mitteldeutscher Kleinstaat | Ablehnung                                                                                  | 18. August 1866                                                              |                                                                                       |
| Fürstentum Schwarzburg-Rudolstadt                            | Thüringischer Kleinstaat   | Ablehnung                                                                                  | 18. August 1866                                                              |                                                                                       |
| Fürstentum Schwarzburg-Sondershausen                         | Thüringischer Kleinstaat   | Ablehnung                                                                                  | 18. August 1866                                                              |                                                                                       |
| Fürstentum Waldeck-Pyrmont                                   | Mitteldeutscher Kleinstaat | Ablehnung                                                                                  | 18. August 1866                                                              |                                                                                       |
| Fürstentum Reuß ältere Linie                                 | Thüringischer Kleinstaat   | Zustimmung                                                                                 | 26. September 1866 (Friedensvertrag mit Preußen, Beitritt zum Augustbündnis) | ehemaliger Kriegsgegner Preußens                                                      |
| Fürstentum Reuß jüngere Linie                                | Thüringischer Kleinstaat   | nicht abgestimmt, nach Königgrätz ins preußische Lager                                     | 18. August 1866                                                              |                                                                                       |
| Fürstentum Schaumburg-Lippe                                  | Norddeutscher Kleinstaat   | Zustimmung trotz fehlender Instruktion des Gesandten; nach Königgrätz ins preußische Lager | 18. August 1866                                                              |                                                                                       |
| Fürstentum Lippe                                             | Norddeutscher Kleinstaat   | Ablehnung                                                                                  | 18. August 1866                                                              |                                                                                       |
| Freie und Hansestadt Lübeck                                  | Norddeutscher Stadtstaat   | Ablehnung                                                                                  | 18. August 1866                                                              |                                                                                       |
| Freie Hansestadt Bremen                                      | Norddeutscher Stadtstaat   | Ablehnung                                                                                  | 18. August 1866                                                              |                                                                                       |
| Freie und Hansestadt Hamburg                                 | Norddeutscher Stadtstaat   | Ablehnung                                                                                  | 18. August 1866                                                              |                                                                                       |

## Internationale Situation
Trotz der Bezeichnung Deutscher Krieg waren an der Auseinandersetzung des Sommers 1866 noch weitere Staaten beteiligt. Das gilt vor allem für den jungen Nationalstaat Italien, der letzte „unerlöste“ Gebiete befreien wollte und deswegen ein Bündnis mit Preußen geschlossen hatte. Italienische Truppen nahmen auch am Waffengang gegen Österreich teil, militärisch weniger erfolgreich als Preußen, aber mit den erwünschten politischen Folgen: Italien erwarb das bislang österreichische Venetien.

Europa während des Norddeutschen Bundes; die Quadrate entsprechen der Einwohnerzahl der Länder.

Der französische Kaiser Napoleon III. hatte auf einen österreichischen Sieg gesetzt und sich in einem Geheimvertrag ein Mitspracherecht über Deutschlands Zukunft erkauft, im Gegenzug für die französische Neutralität. Außerdem hatte Österreich eine französische Kontrolle über das bis dahin preußische Rheinland in Aussicht gestellt. Mit Preußen gab es solch konkrete Absprachen nicht, darum fühlte sich Napoleon vom Kriegsausgang betrogen.
Es gelang Napoleon aber, die preußische Ausbreitung auf Norddeutschland (nördlich der Mainlinie) zu begrenzen. Diese Regel aus französisch-preußischen Gesprächen ging in den (österreichisch)-preußischen Prager Frieden ein (Art. 4). In den Bemühungen um die Ausbreitung des Norddeutschen Bundes erwies sich dies als potentielle Hypothek aus der Zeit der Bundesgründung. Als im Jahr 1870 die süddeutschen Staaten dem Bund beitraten, hätte Österreich-Ungarn also möglicherweise Einspruch erheben können. Tatsächlich aber erkannte es die neue Situation offiziell an (25. Dezember 1870), weil es politisch isoliert war und gute Beziehungen mit dem künftigen Deutschen Reich wünschte.
Großbritannien und Russland blieben im Krieg ebenfalls neutral. Das lag unter anderem an innenpolitischen Problemen, außerdem sahen beide Mächte in einer begrenzten preußischen Ausbreitung keine Gefahr für sich oder das europäische Gleichgewicht. Russland protestierte gegen die preußischen Annexionen: Einige der betroffenen Monarchen waren mit der russischen Zarendynastie verwandt. Dies hatte allerdings keine bleibenden Auswirkungen auf das preußisch-russische Verhältnis.

## Entstehen der Bundesverfassung
Der Fahrplan zur norddeutschen Bundesverfassung war nur rudimentär im Augustbündnis beschrieben worden. Er ähnelte dem Weg zur Verfassungsvereinbarung für die Erfurter Union, war aber komplizierter. Das lag einerseits daran, dass dem Augustbündnis noch kein konkreter Verfassungsentwurf vorlag. Andererseits waren die Staaten sich unsicher, ob die Landesparlamente der Bundesverfassung zustimmen mussten.

### Verfassungsentwurf
Die verbündeten Regierungen, also die Landesregierungen der Bündnispartner, ernannten Bevollmächtigte, wie es im Augustbündnis beschrieben wurde. Der preußische Bevollmächtigte zum Beispiel war der preußische Ministerpräsident und Außenminister Otto von Bismarck. Bismarck ließ sich mehrere Verfassungsentwürfe vorlegen.
Max Duncker war Altliberaler und ehemaliges Mitglied der Frankfurter Nationalversammlung. Sein unitarischer Entwurf sah eine fast unbegrenzte Gesetzgebungskompetenz für den Bund vor sowie eine Kollegial-Regierung, die Länder hätten in einem schwachen Bundesrat ein Forum erhalten. Jedes Land sollte im Bundesrat gleich viele Stimmen haben. Dieser Entwurf war Bismarck zu parlamentarisch und gab Preußen nicht genügend Gewicht.

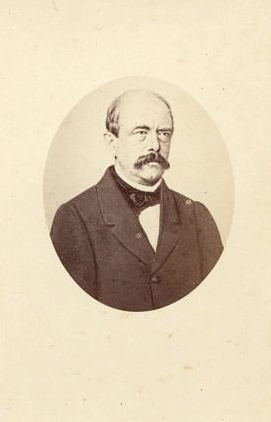
Otto von Bismarck, hier im Jahr 1863, war seit 1862 preußischer Ministerpräsident und Außenminister.

Oskar von Reichenbach war großdeutscher Demokrat und wollte den Preußischen Landtag abschaffen, um eine Hegemonie Preußens zu verhindern. Der König sollte einen verantwortlichen Minister ernennen.
Hermann Wagener vom konservativen preußischen Volksverein wollte den preußischen König stärken. Dieser sollte als „König von Norddeutschland“ ihm verantwortliche Minister einsetzen. Er sollte mit dem Reichstag und einem Fürstentag gleichberechtigt an der Gesetzgebung beteiligt sein. Der Reichstag sollte nur wenige Befugnisse haben. Bismarck störte sich daran, dass laut Wagener die übrigen Staaten einem großpreußischen Staat beitreten sollten, der zum „Königreich Norddeutschland“ geworden wäre. Das wäre weder für die übrigen norddeutschen Staaten noch für die hoffentlich später beitretenden süddeutschen attraktiv gewesen. Christoph Vondenhoff: „Der Entwurf Wageners zeigte auf, wie weit sich Bismarck bereits von seiner politischen Heimat, dem preußischen Konservativismus, entfernt hatte.“
Robert Hepke war Beamter im preußischen Außenministerium. Preußen sollte seiner Meinung nach als Präsidialmacht die Exekutive ausüben. Ein Bundestag war für die Vorbereitung der Gesetze verantwortlich. Er sollte aus Vertretern der Einzelstaaten zusammengesetzt sein, die Bundesfachkommissionen gebildet hätten. Den Vorsitz im Bundestag hätte Preußen gehabt. Demgegenüber wäre der Reichstag mit nur schwachen Kompetenzen ausgestattet gewesen.
Bismarck fand diese Entwürfe zu zentralistisch oder seinem Staats- und Gesellschaftsbild widersprechend, wenngleich er sich durchaus von ihnen hat beeinflussen. Vondenhoff: „Die Verbindung der im deutschen Verfassungsleben wirksamen Kräfte zu einem staatstragenden Ganzen ähnelte einer Zirkelquadratur.“ Das Ergebnis würde „jenseits der überkommenen Begriffe von Bundesstaat und Staatenbund“ liegen.
Zentralstein des neuen Bundes würde ein Bundesrat werden, der den Gliedstaaten die Mitbestimmung versicherte. Dafür schrieb er die starke Position Preußens und seines Königs samt monarchischem Prinzip in der Verfassung fest. Der allgemein gewählte Reichstag kam dem deutschen Nationalismus entgegen. Bundesrat und Reichstag ergaben ein Machtgleichgewicht, das den Parlamentarismus neutralisierte.
Seinen eigenen Entwurf stellte Bismarck den übrigen Bevollmächtigten der verbündeten Staaten vor. Sie berieten vom Dezember 1866 bis zum Februar 1867 darüber. Nach teils heftigen Diskussionen, aber eher weniger bedeutenden Abänderungen, hatten sie sich auf einen Entwurfstext geeinigt. Der Entwurf wurde am 4. März dem konstituierenden Reichstag vorgelegt.

### Verfassungsvereinbarung
Während die Bevollmächtigten noch berieten, erließen die Landesparlamente der verbündeten Staaten gleichlautende Wahlgesetze auf Grundlage des Frankfurter Reichswahlgesetzes. Dank dieser Wahlgesetze konnte der konstituierende Reichstag gewählt werden.

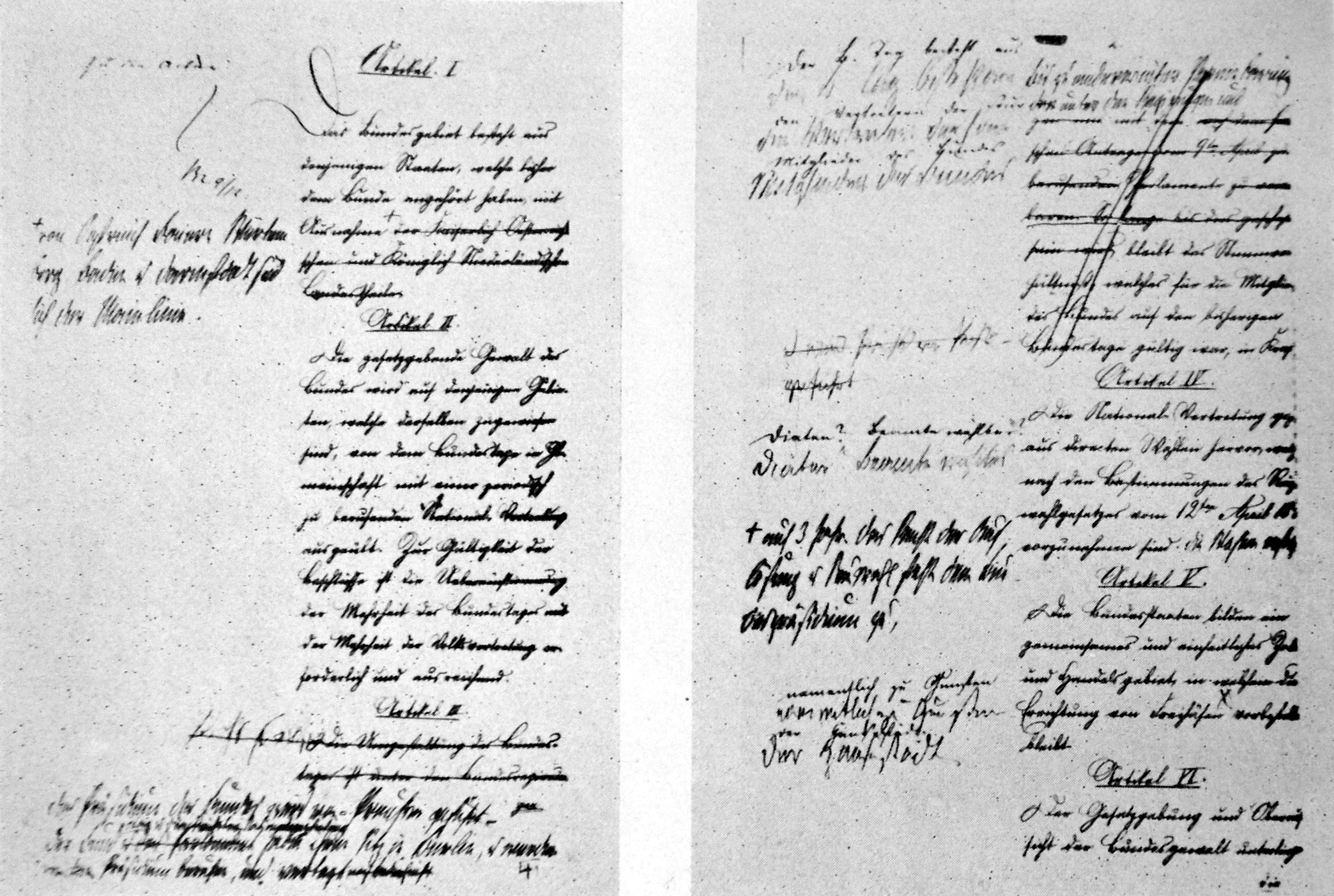
Entwurf für die Bundesverfassung aus dem Jahr 1866

Dieses verfassungsvereinbarende Gremium tagte vom 24. Februar bis zum 16. April 1867. In dieser Zeit beriet er über den Entwurf für eine Bundesverfassung. Er beschloss mehrere, zum Teil sehr bedeutsame Abänderungen des Entwurfs. Dabei machte Bismarck deutlich, welche Änderungen für die Regierungen unakzeptabel seien. Der konstituierende Reichstag setzte aber immerhin eine Stärkung des Parlaments und überhaupt der Bundeskompetenz durch. Außerdem erhielt der neue Bund einen verantwortlichen Minister, den Bundeskanzler (Lex Bennigsen).
Am 16. April stimmte eine Mehrheit dem abgeänderten Verfassungsentwurf zu. Die Bevollmächtigten schlossen sich ihm noch am selben Tag an. Zur Sicherheit ließ man anschließend noch die Landesparlamente abstimmen. Nur Braunschweig hielt dies für unnötig, da das Landesparlament bereits dem Wahlgesetz zugestimmt habe. Im Juni wurden die entsprechenden Landesbeschlüsse publiziert.
Über die Bundesverfassung, die später im Wesentlichen unverändert zur Reichsverfassung wurde, gibt es in der Forschung stark unterschiedliche Meinungen. Eine Richtung meint, der liberal dominierte konstituierende Reichstag habe seine Vorstellungen fast vollständig durchgesetzt, eine andere sieht den Gewinner in Bismarck, der mit den Abänderungen durch den konstituierenden Reichstag sehr zufrieden gewesen sei. Die einen sehen in der Verfassung einen typischen oder auch typisch deutschen Konstitutionalismus, einen eigenständigen Verfassungstyp, der Absolutismus und Parlamentarismus versöhnt habe. Andere halten die Verfassung eher für eine Übergangsschritt von Monarchie zu Demokratie, mit für den Konstitutionalismus untypischen Elementen wie dem Staatsoberhaupt. Die Verfassung wurde auch als halbkonstitutionell oder ganz auf Bismarck zugeschnitten beschrieben, so dass sie sich gängiger Einteilungen entziehe.

### „Revolution von oben“
Der Form nach war die Gründung des Norddeutschen Bundes keine Revolution, denn die Fürsten und das Volk haben es akzeptiert, dass die Gründerstaaten ihre Souveränität verloren. Der Sache nach aber war die Gründung eine Revolution, weil sich der Verfassungszustand grundlegend geändert hat. Die Regierungen der Gründerstaaten betrieben eine „Revolution von oben“, das Volk und die Parteien eine von unten. Mit der Gründung wurde neues, originäres Recht geschaffen.
In der Staatsrechtslehre wurde es unterschiedlich erklärt, wie der Bund zustande gekommen ist. Es könnten ihn die 23 Landesgesetzgeber ins Leben gerufen haben. So meinte Paul Laband, dass erst die Publikationsgesetze in den einzelnen Ländern den Bund gegründet hätten. Alles davor, wie das Augustbündnis oder der Beschluss des konstituierenden Reichstags, sei nur eine Vorbereitung dazu gewesen. Allerdings konnten die Länder nur für ihr eigenes Gebiet Gesetze erlassen, und sie konnten sich entscheiden, einem Bund beizutreten. Damit bleibt aber die Frage offen, wer den Bund gegründet hat.
Ferner reichte es nicht aus, die Bundesgründung durch eine Staatsvertragstheorie zu erklären. Durch völkerrechtliche Verträge konnte man zwar einen Staatenbund wie den Deutschen Bund gründen, aber keinen Nationalstaat. Dazu war die Zustimmung des Volkes bzw. einer Volksvertretung notwendig. Karl Binding und andere haben daher eine Theorie der Verfassungsvereinbarung entwickelt. Bei der Verfassungsvereinbarung in der konstitutionellen Monarchie einigten sich der Fürst einerseits und die Volksvertretung andererseits auf eine Verfassung. Besonders an der Gründung des Norddeutschen Bundes war nur, dass der monarchische Verfassungspartner nicht ein einziger Fürst, sondern eine Vielheit von Fürsten bzw. Staaten war.
Erschwerend kam hinzu: Die Regierungen der Einzelstaaten waren an Landesrecht gebunden. Sie konnten den konstituierenden Reichstag nicht aus eigener Kraft einberufen, sondern ließen die Landtage die Wahlgesetze beschließen. Nach der Vereinbarung zwischen Regierungen und Reichstag bedurfte es einer zweiten Vereinbarung: Weil die Bundesverfassung Folgen für das Landesrecht hatte, brauchte sie auch die Bestätigung durch die Landesparlamente. Es handelte sich also um eine doppelte Verfassungsvereinbarung.
Das Recht allein, die reine Normatitivät reichte für die Bundesgründung allerdings nicht aus, genauso wenig wie die reine Herrschaft, die reine Faktizität. Zwar war es bedeutend, dass es 1867 (anders als 1848/49) ein Machtzentrum wie den preußischen Staat gab, den Einheitswillen der Nation, einen Staatsmann wie Bismarck usw. Der Bundesstaat von 1867 entstand in der Tat nicht dadurch, dass eine Verfassungsurkunde Rechtsorgane konstituierte, sondern, indem diese Organe tatsächlich ihre Herrschaftsgewalt ausübten. Das reichte allerdings nicht aus. Ernst Rudolf Huber konstatiert: „Macht ist die Voraussetzung von Staat, aber sie ist nicht der Staat. […] Die Macht ist nicht die Ursache des Rechts; das Recht ist nicht das Resultat der Macht. Das einende Band, durch das sich Macht und Recht zum Ganzen eines neuen Staats verbinden, ist die Idee, die in dem neuen Staat ihre Wirklichkeit findet.“ Diese Idee war, seit der Französischen Revolution, die Idee der Nation.

## Einsetzung der Bundesorgane

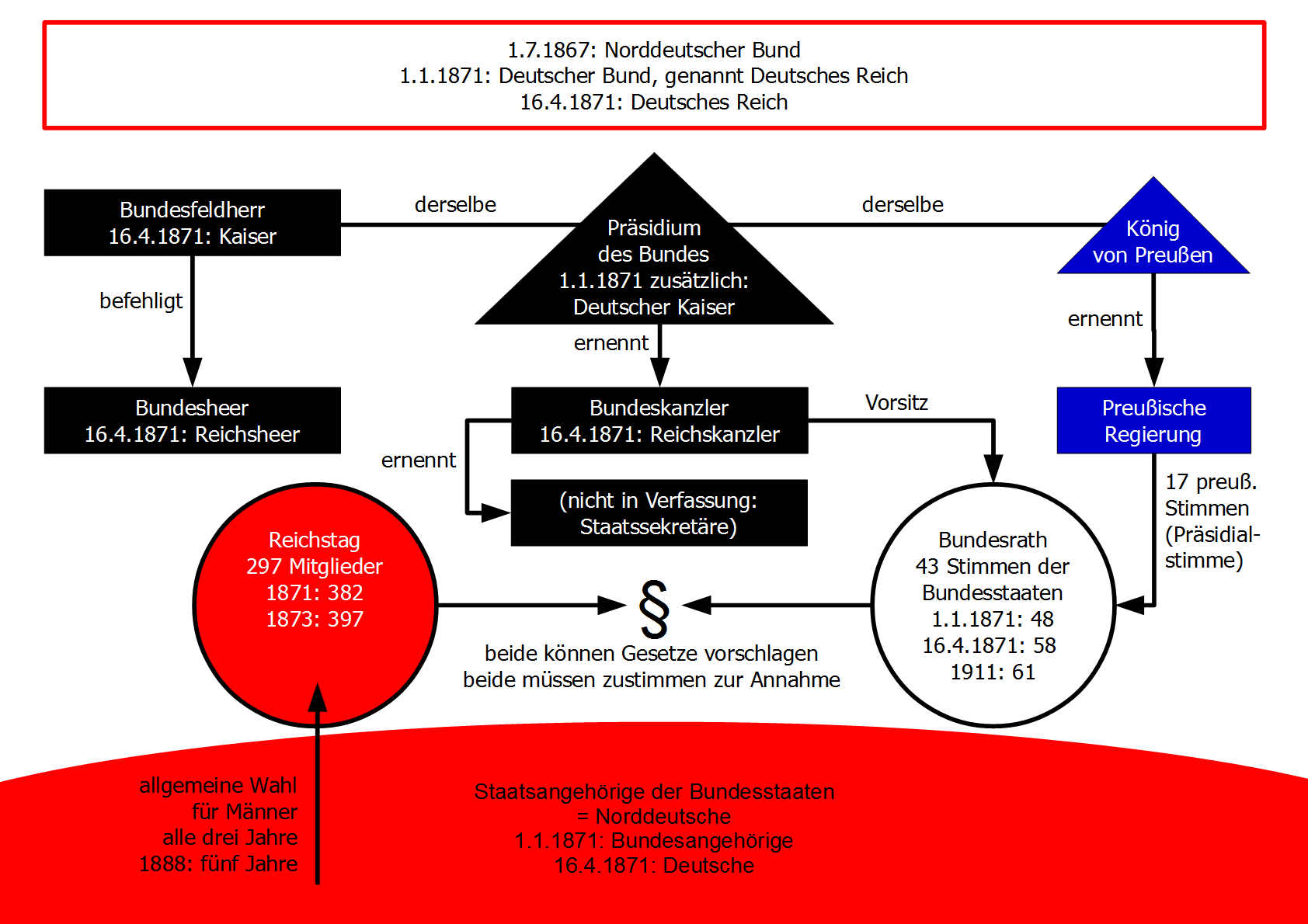
Organe des Norddeutschen Bundes und die Entwicklung zum Kaiserreich

König Wilhelm als Inhaber des Bundespräsidiums konnte als Bundesorgan nicht aktiv werden, solange es keinen Bundeskanzler gab, der seine Handlungen gegenzeichnete. Die Einsetzung Bismarcks zum Bundeskanzler war der erste staatliche Akt im Norddeutschen Bund. Dies geschah am 14. Juli 1867.
Ein Problem dabei war: Auch die Einsetzung des Bundeskanzlers war ein Akt, der einer Gegenzeichnung bedurfte. Dafür gab es aber eben noch keinen Bundeskanzler. Nach Ansicht Hubers hätte Bismarck selbst gegenzeichnen sollen, weil dieser durch seine Anwärterschaft auf das Amt zur Gegenzeichnung ermächtigt gewesen sei. In dem Moment, in dem Bismarck unterschrieben hätte, wäre er Amtsinhaber und damit zur Gegenzeichnung berechtigt geworden. Tatsächlich aber zeichneten am 14. Juli zwei preußische Minister gegen, obwohl es dafür weder im preußischen noch im Bundesrecht eine rechtliche Grundlage gab.
Danach konnten die beiden anderen obersten Bundesorgane ins Leben gerufen werden:
- Die verbündeten Regierungen ernannten ihre Bevollmächtigten zum Bundesrat. Der Bundeskanzler, verfassungsmäßiger Vorsitzender des Bundesrats, konnte daraufhin eine konstituierende Sitzung des Bundesrats einberufen.
- König Wilhelm als Inhaber des Bundespräsidiums ließ einen ordentlichen Reichstag wählen. Am 10. September eröffnete er den gewählten Reichstag mit einer Thronrede.[14]

Dank der Existenz von Bundesrat und Reichstag war es nun unter anderem möglich, dass Bundesgesetze beschlossen wurden.

## Bezüge zum Deutschen Bund
Der Deutsche Bund von 1815 bis 1866 hatte keinen Rechtsnachfolger. Der Norddeutsche Bund war eine reine Neugründung und auch wesensverschieden: Statt eines Staatenbundes mit bundesstaatlichen Zügen war er ein Bundesstaat mit staatenbündischen Zügen.
Dennoch stand der Norddeutsche Bund in einer jahrzehntelangen Tradition der Diskussion um eine Reform des Deutschen Bundes. Die Verfassungsentwürfe zum Beispiel aus den Jahren 1848/1849 wurden noch in den 1860er-Jahren rezipiert. Bismarcks Reformplan vom Juni 1866 (für den Deutschen Bund) hatte den Norddeutschen Bund in groben Zügen vorweggenommen. Kernstück des Plans war ein nationales Parlament, gewählt nach dem Frankfurter Reichswahlgesetz von 1849. Die einzelstaatlichen Wahlgesetze zum Norddeutschen Reichstag entsprachen jenem Gesetz fast bis aufs Wort.
Weitere Bezüge zwischen Deutschem Bund und Norddeutschen Bund lassen sich in der Bundesverfassung finden:
- Der Bundesrat des Norddeutschen Bundes war dem Bundestag des Deutschen Bundes[16] nachempfunden, bzw. dem Fürstenkollegium[17] der Erfurter Union. Die Anknüpfung an ein vertrautes Organ erleichterte den Übergang vom Staatenbund zum Bundesstaat.[18]
- Ausdrücke wie „Bundespräsidium“, „Präsidialstimme“ und „Bundesfeldherr“ in der Verfassung des Norddeutschen Bundes entstammen dem Sprachgebrauch aus der Zeit des Deutschen Bundes.
- In der Verfassung des Norddeutschen Bundes wird die Stimmenverteilung im Bundesrat festgelegt (Art. 6). Das Vorbild dafür war ausdrücklich das Plenum des ehemaligen Bundestags.
- Beim Beitritt der süddeutschen Staaten in den Norddeutschen Bund erhielt der weiterbestehende Bundesstaat eine „Verfassung des Deutschen Bundes“. Diese Verfassung vom 1. Januar 1871 gab dem Nationalstaat allerdings bereits den Namen „Deutsches Reich“.

Der Bundestag des Deutschen Bundes hatte sich in Ausschüssen mit zahlreichen Einzelthemen beschäftigt. Manche Materien wurden in jahrelanger Arbeit so vorbereitet, dass der Norddeutsche Bund sie rasch in norddeutsche Bundesgesetze gießen konnte. Jürgen Müller nimmt als Beispiel unter anderem die Vereinheitlichung von Maßen und Gewichten: Im Deutschen Bund gab es die Bestrebung, das metrische System einzuführen. Bis zum 14. Juni 1866 hatten 16 Staaten sich bereit erklärt, den Entwurf einer Bundeskommission zu übernehmen. Nach dem Ende des Bundes kam es, am 17. August 1868, zur Norddeutschen Maß- und Gewichtsordnung. Sie übernahm ihn fast unverändert.

## Belege
1. ↑  Michael Kotulla: Deutsche Verfassungsgeschichte. Vom Alten Reich bis Weimar (1495–1934). Springer, Berlin 2008, S. 491/492.
2. ↑  Michael Kotulla: Deutsche Verfassungsgeschichte. Vom Alten Reich bis Weimar (1495–1934). Springer, Berlin 2008, S. 527. Kotulla weist darauf hin, dass der Prager Frieden nur die Vertragsparteien, nicht aber die süddeutschen Staaten binden konnte.
3. ↑  Michael Kotulla: Deutsche Verfassungsgeschichte. Vom Alten Reich bis Weimar (1495–1934). Springer, Berlin 2008, S. 491.
4. ↑  Christoph Vondenhoff: Hegemonie und Gleichgewicht im Bundesstaat. Preußen 1867–1933: Geschichte eines hegemonialen Gliedstaates. Diss. Bonn 2000, Shaker Verlag, Aachen 2001, S. 28–31.
5. ↑  Christoph Vondenhoff: Hegemonie und Gleichgewicht im Bundesstaat. Preußen 1867–1933: Geschichte eines hegemonialen Gliedstaates. Diss. Bonn 2000, Shaker Verlag, Aachen 2001, S. 31–33.
6. ↑  Christoph Vondenhoff: Hegemonie und Gleichgewicht im Bundesstaat. Preußen 1867–1933: Geschichte eines hegemonialen Gliedstaates. Diss. Bonn 2000, Shaker Verlag, Aachen 2001, S. 33.
7. ↑  Übersicht bei Hans-Peter Ullmann: Politik im Deutschen Kaiserreich 1871–1918. 2. Auflage, R. Oldenbourg Verlag, München 2005, S. 72/73.
8. ↑  Ernst Rudolf Huber: Deutsche Verfassungsgeschichte seit 1789. Band III: Bismarck und das Reich. 3. Auflage, W. Kohlhammer, Stuttgart [u. a.] 1988, S. 671.
9. ↑  Ernst Rudolf Huber: Deutsche Verfassungsgeschichte seit 1789. Band III: Bismarck und das Reich. 3. Auflage, W. Kohlhammer, Stuttgart [u. a.] 1988, S. 675.
10. ↑  Ernst Rudolf Huber: Deutsche Verfassungsgeschichte seit 1789. Band III: Bismarck und das Reich. 3. Auflage, W. Kohlhammer, Stuttgart [u. a.] 1988, S. 677.
11. ↑  Ernst Rudolf Huber: Deutsche Verfassungsgeschichte seit 1789. Band III: Bismarck und das Reich. 3. Auflage, W. Kohlhammer, Stuttgart [u. a.] 1988, S. 677/678.
12. ↑  Ernst Rudolf Huber: Deutsche Verfassungsgeschichte seit 1789. Band III: Bismarck und das Reich. 3. Auflage, W. Kohlhammer, Stuttgart [u. a.] 1988, S. 679/680.
13. ↑  Ernst Rudolf Huber: Deutsche Verfassungsgeschichte seit 1789. Band III: Bismarck und das Reich. 3. Auflage, W. Kohlhammer, Stuttgart [u. a.] 1988, S. 668.
14. ↑  Ernst Rudolf Huber: Deutsche Verfassungsgeschichte seit 1789. Band III: Bismarck und das Reich. 3. Auflage, W. Kohlhammer, Stuttgart [u. a.] 1988, S. 668.
15. ↑  Michael Kotulla: Deutsche Verfassungsgeschichte. Vom Alten Reich bis Weimar (1495–1934). Springer, Berlin 2008, S. 505.
16. ↑  Ernst Rudolf Huber: Deutsche Verfassungsgeschichte seit 1789. Band III: Bismarck und das Reich. 3. Auflage. W. Kohlhammer, Stuttgart [u. a.] 1988, S. 651.
17. ↑  Hans Boldt: Erfurter Unionsverfassung. In: Gunther Mai (Hrsg.): Die Erfurter Union und das Erfurter Unionsparlament 1850. Böhlau, Köln [u. a.] 2000, S. 417–431, hier S. 429/430.
18. ↑  Michael Kotulla: Deutsches Verfassungsrecht 1806–1918. Eine Dokumentensammlung nebst Einführungen. 1. Band: Gesamtdeutschland, Anhaltische Staaten und Baden, Springer, Berlin [u. a.] 2006, S. 197.
19. ↑  Jürgen Müller: Deutscher Bund und deutsche Nation 1848–1866. Habil. Frankfurt am Main 2003, Vandenhoeck & Ruprecht, Göttingen 2005, S. 451.